# Кирилло-Анновка
Кирилло-Анновка (укр. Кирило-Ганнівка) — село,
Кирилло-Анновский сельский совет,
Зеньковский район,
Полтавская область,
Украина.
Код КОАТУУ — 5321382701. Население по переписи 2001 года составляло 402 человека.
Является административным центром Кирилло-Анновского сельского совета, в который, кроме того, входят сёла
- Макухи
- Николаевка
- Романы
- Шевченки
- Яцино-Окари

## Географическое положение
Село Кирилло-Анновка находится на берегу реки Мужева-Долина, выше по течению примыкает село Шевченки, ниже по течению на расстоянии в 1 км расположено село Дамаска.
Река в этом месте пересыхает, на ней сделана небольшая запруда. Рядом проходит автомобильная дорога Т-1710 (Р-42).

## История
Село указано на специальной карте Западной части России Шуберта 1826-1840 годов

## Экономика
- Молочно-товарная ферма.
- Сельхозкооператив СБК «Россия».
- Птице-товарная ферма.

## Объекты социальной сферы
- Школа.
- Детский сад.
- Дом культуры.
- Фельдшерско-акушерский пункт.
- Стадион.
- Баня

## Достопримечательности
- Братская могила советских воинов.

## Известные люди
- Телюков Василий Андреевич (1916—1998) — полный кавалер ордена Славы, родился в селе Кирилло-Анновка.

## Религия
- Троицкая церковь